# Электротехнический картон
Электротехнический картон (картон электроизоляционный, электрокартон, прессшпан) — каландрированный многослойный картон с высокими показателями механической и электрической прочности, гладкий плотный материал орехового цвета, разновидность диэлектрических материалов, который, наравне и в сочетании с другими, активно используется для электроизоляции деталей электрических машин и приборов.
Данный картон обычно изготавливается на картоноделательной машине периодического действия исключительно из химически очень чистой целлюлозы.
Электрокартон характеризуется относительно высокой плотностью, равномерной толщиной, гладкостью поверхности, высокой механической прочностью, гибкостью и хорошими электроизоляционными свойствами. Для специальных целей поверхность картона может быть текстурирована.

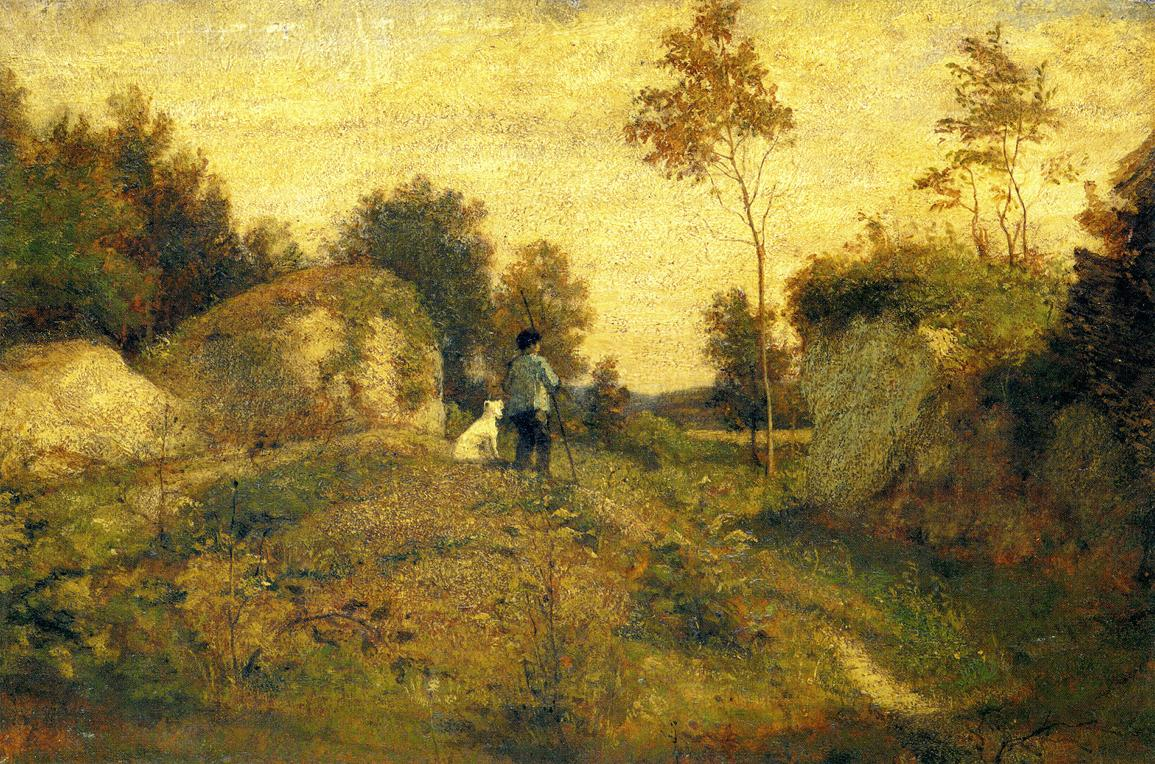
Картина на электрокартоне

Он использовался в раннем электрическом оборудовании и используется до сих пор (например, в электрических трансформаторах).
Некоторые канцелярские принадлежности (например, скоросшиватели, основа для книжных переплетов и блокнотов, папки, коробки) также изготавливаются из электрокартона.
На электрокартоне иногда рисуют картины.
Различается он по основным маркам — ЭВ, ЭВТНП, ЭВС, ЭВТ, также его делят по толщине, которая определяется областью применения.
Утилизация:
Благодаря тому, что картон состоит из целлюлозы и не содержит никаких связующих веществ, он легко подвергается биологическому разложению. Это, конечно, не относится к трансформаторным установкам и другим компонентам, которые были пропитаны изоляционными маслами или другими химическими веществами.